# Poètes de la mansarde
Les poètes de la mansarde, ou groupe de Tchertkov, sont un groupe de poètes moscovites qui s'est affranchi, dans les années 1950, de la censure soviétique,.

## Historique
Le groupe est créé en 1953, autour de son leader charismatique Leonid Tchertkov, du brillant poète Stanislav Krassovitski et de Galina Andreïeva, qui les accueille dans la « mansarde monmartroise » où il se réunissait. Il est constitué autour d'anciens étudiants en langues étrangères, de l'Institut bibliothécaire, et comprend jusqu'à trente personnes, dont Andreï Sergeïev, Valentin Khromov, le biologiste Oleg Gritsenko et brièvement Nikolaï Chatrov. Il est rejoint plus tard par les médecins-psychiatres Michael Iarmouch et Marat Wexler.
Le groupe échange sur la littérature russe mais s'intéresse à des concerts, ou à de simples promenades dans Moscou, à la recherche de bouquinistes. Il est animé par un rejet de la littérature « officielle ». 
Les poètes de la mansarde n'ont pas de manifeste, et les auteurs du groupe de Tchertkov ont considérablement divergé dans leur forme poétique. Selon Valentin Khormov, ils étaient avant tout unis par un intérêt premier pour la dimension esthétique de la poésie, et par une opposition à la conception de celle-ci comme « réaliste socialiste », ainsi qu'à la « poésie du dégel », toujours centrée sur la dimension sociale de la littérature.
Après l'arrestation et la condamnation à cinq ans de privation de liberté de Leonid Tchertkov, pour agitation et propagande antisoviétique, le groupe se sépare.
Andreï Sergueïev décrit dans son livre d'entretien avec Vladislav Koulakov Une mansarde aux fenêtres vers l'ouest («Мансарда окнами на запад»), ainsi que dans le dernier chapitre de son autobiographie («Альбом для марок»), dont le titre est Le meilleur temps («Лучшее время»).